# 解剖学入门
解剖学入门（Anatomy for Beginners）是一档由冈瑟·冯·海根斯创办的电视节目，冈瑟·冯·海根斯与约翰·李教授在节目中讲解人体解剖的知识，2005年在英国第四台播出。共4集：运动系统、循环系统、消化系统和生殖系统。